# Beatus Andreas
Beatus Andreas ist eine Päpstliche Bulle vom 22. Februar 1755. Mit ihr erlaubte Papst Benedikt XIV. die Verehrung des Andreas (Anderl) Oxner von Rinn. Er anerkannte seine de-facto-Seligsprechung (lat.: beatificatio aequipollens), aber versagte ihm eine Seligsprechung nach dem kanonischen Recht. Der Papst bekräftigte die Verehrung des Kindes und beschrieb das vorgebliche Martyrium sowie das Verständnis der lokalen Verehrung.
Mit dieser Bulle begann ein erbitterter Streit um die „Seligsprechung“ des Kindes, es entstanden mehrere Kulte zur Verehrung, die teilweise in antisemitischen Bestrebungen Einfluss fanden.

In der Bulle gestattete Benedikt XIV. eine liturgische Feier, einen Ablass und einen Gedenktag: 

„…am 15. Dezember 1752 sei eine Eigenmesse und ein Eigenoffizium mit besonderen Lesungen genehmigt, zu lesen vom Weltklerus und den Ordensleuten beiderlei Geschlechts nach dem Ritus eines Duplex-Festes in der Stadt und im gesamten Bistum Brixen. […] Und außerdem haben Wir den Bitten des vorgenannten Bischofs von Brixen und der übrigen soeben Erwähnten versprochen, und am 15. Januar einen vollkommenen Ablass allen Jenen gewährt, die nach Beichte und Empfang der hl. Kommunion am 12. Juli eines jeden Jahres die Kirche in Rinn aufsuchen, in der die Reliquien des seligen Andreas ruhen.“